# Пуховская культура

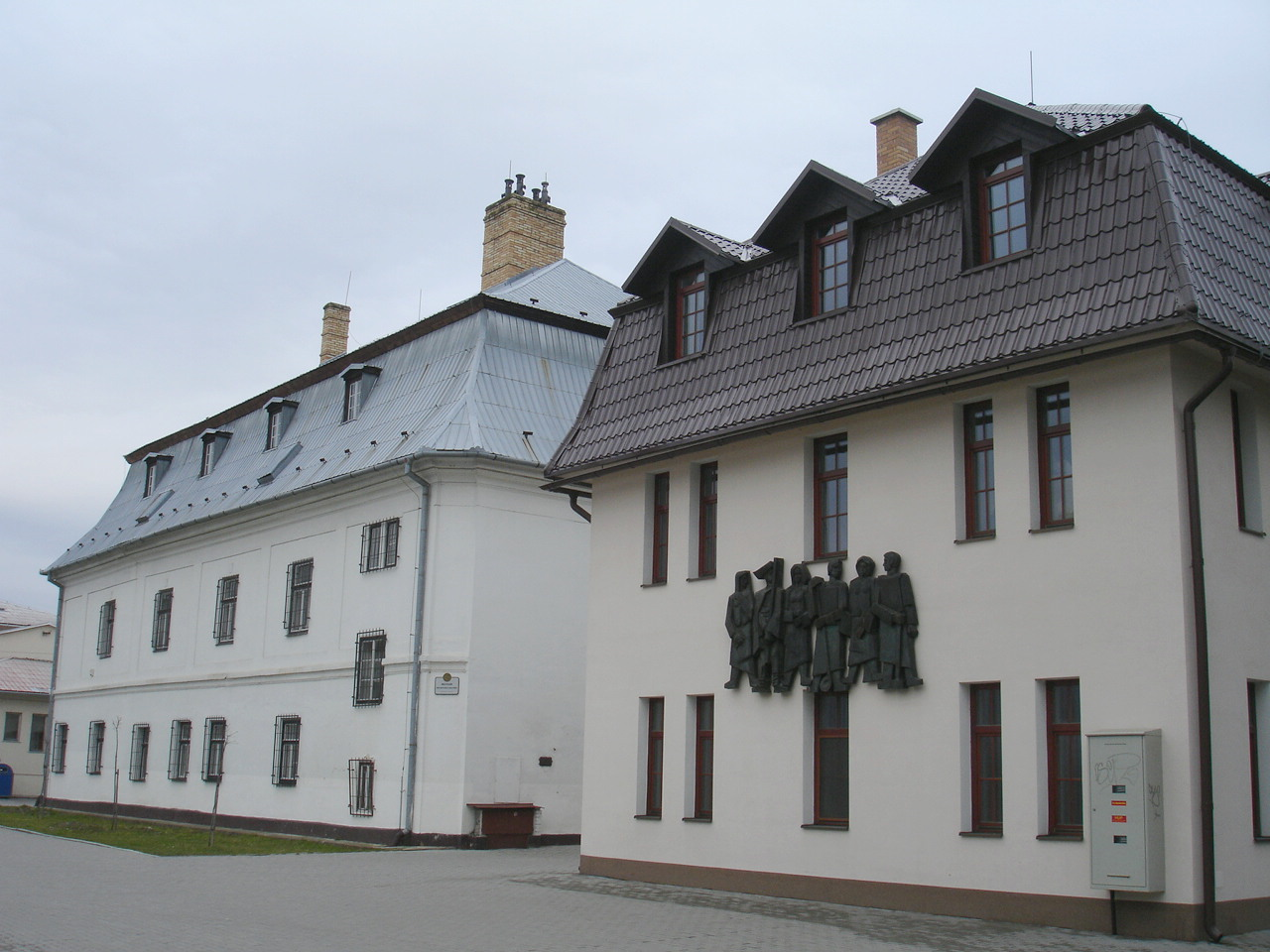
Музей Пуховской культуры, Пухов, Словакия

Пуховская культура — археологическая культура, названная по г. Пухов в Словакии. Её носителями было кельтское племя котины и/или анарты. Является одним из самых поздних потомков лужицкой культуры.
Существовала на севере и в центре территории современной Словакии в период II в. до н. э. — I в. н. э. В материальной культуре заметно влияние не только кельтов, но также иллирийцев и даков.
Поселения располагались на небольших холмах и у небольших рек. Лучше всего изучен культовый, экономический и политический центр Пуховской культуры — городище Гавранок, известное находками останков человеческих жертвоприношений. С началом новой эры, в результате экспансии даков и германцев, поселения пуховской культуры приходят в упадок, а их жители ассимилируются даками и другими племенами.
Поселение Пухов исследовал в 1937 г. Э. Бенингер, однако первые открытия, связанные с данной культурой, сделал ещё в 1888—1894 гг. Э. Хоенинг.
На севере поселения пуховской культуры соседствовали с поселениями пшеворской культуры, на востоке с поселениями зарубинецкой культуры. На рубеже н. э. наблюдается «катастрофический горизонт» — поселения пуховской культуры подвергаются уничтожению со стороны пшеворской культуры.